# Trunk to Cairo
Trunk to Cairo (Brasil: Missão Secreta no Cairo / Portugal: Mala Diplomática Para o Cairo) é um filme germânico-israelense, de 1966, dublado em inglês, do gênero espionagem, dirigido por Menahem Golan e estrelado por Audie Murphy e George Sanders.
Apesar de rodado em Israel entre junho e julho de 1965, o filme estreou somente ano seguinte, em junho na Áustria e em dezembro nos Estados Unidos (portanto, depois de The Texican, feito três meses mais tarde). O objetivo do produtor/diretor Menahem Golan era, evidentemente, aproveitar o sucesso alcançado pelas aventuras de James Bond.

## Sinopse
A missão do agente Mike Merrick, que trabalha para uma nebulosa organização internacional, é encontrar-se com o Professor Schlieben na cidade do Cairo. Ele descobre que o professor está desenvolvendo um foguete nuclear, cujo destino é a Lua. Mike desconfia que o veículo pode ser usado como arma e destrói suas instalações. Emboscado por radicais islâmicos, ele foge para Roma, levando consigo Helga, a bela filha do professor. Mas seus problemas estão apenas no começo, pois são perseguidos e capturados por agentes egípcios.

## Elenco
| Ator/Atriz                | Personagem          |
| ------------------------- | ------------------- |
| Audie Murphy              | Mike Merrick        |
| George Sanders            | Professor Schlieben |
| Marianne Koch             | Helga Schlieben     |
| Gila Almagor              | Yasmin              |
| Yoseph Yadin              | Capitão Gabar       |
| Bomba J. Zur              | Ali                 |
| Elana Eden ("Ilana Foch") | Hadassa             |